# TAGAP: The Apocalyptic Game About Penguins
The Apocalyptic Game About Penguins (zkráceně TAGAP) je videohra pro operační systém Microsoft Windows volně stažitelná na internetu od června 2007. Hráč v ní řídí kyber-tučňáka Pabla, který se snaží zachránit Zemi od dobyvatelských plánů šíleného vědce Dr. Glowenka. TAGAP je tvůrčím debutem dvou finských fanoušků her, kteří se spojili do Penguin Development Team. Název TAGAP je zkratkou s dvěma významy. První význam je The Apocalyptic Game About Penguins (Apokalyptická hra o tučňácích), což je i titul hry. Druhý je Tissue Augmenting Green Addictive Pill (Tkáň rozšiřující zelená návyková pilulka), což je typ drogy, která hraje v zápletce hry značnou roli.
Pokračování titulu, TAGAP 2, bylo oficiálně oznámeno na 16. listopad 2007. V současnosti je již vyvinuto.

## Hratelnost
TAGAP je 2D plošinová hra typu střílečky. Klávesnice se užívá pro pohyb hráče, interakci a výměnu zbraní, zatímco střelba a cílení se ovládá myší v rozsahu 360 stupňů. TAGAP nabízí širokou škálu zbraní. Některé jako brokovnice, plamenomet a minizbraň jsou standardní výbavou ve většině her. Jiné jako OMG-20k a Disintegrator jsou jedinečné a pouze ve vyšších kolech. Pablo může disponovat osmi různými zbraněmi, které mají dvě funkce střílení. Například druhá funkce plazmové zbraně slouží jako dočasný štít a brokovnice metá silné granáty. Doplněk těchto přenosných zbraní tvoří několik silně vyzbrojených bojových vozidel. Je zde miniaturní helikoptéra, laserová věžička a malá vesmírná loď. Vozidla mají také druhou funkci, například helikoptéra má možnost vrhání raket, vesmírná loď nálože s plazmovým výbuchem.

### Drogy
Geneticky modifikované drogy, pod názvem pilulka, hrají ve hře velkou roli. Základní je zelená pilulka TAGAP (Tkáň rozšiřující návyková zelená pilulka). Jak napovídá název, Pablo je závislý na pilulkách vzhledem k roli, kterou hrají v jeho stvoření. Hráčovo zdraví je založeno na procentuálním zastoupení TAGAPu v Pablově krvi. Když dosáhne 0%, Pablo zemře. Polykání TAGAP pilulek zvyšuje jeho zdraví. Ve hře jsou celkem čtyři barevné typy pilulek, každá z nich má jiný účinek. Červené pilulky, známé jako "One-ups"(posilující), obsahují super dávku TAGAPu a zvyšují počet životů o sto. Modré pilulky pod názvem "Speed" (zrychlující) jsou stimulanty zvyšující rychlost pohybu tak, že si Pablo neuvědomuje svá rány, na krátkou dobu je mu propůjčena nezranitelnost. Růžové pilulky, "Steroids" (steroidy) umožňují Pablovi pohybovat se dvakrát tak rychle a dělat vysoké skoky.
Když hladina TAGAPu v Pablově krvi dosáhe 100%, další pilulky způsobí předávkování. Tento stav znázorňují zelené kruhy pokrývající obrazovku, halucinace a pomalá schopností pohybu, výsledkem je nezranitelný bojový stav. Předávkování značí symbol smrtky na obrazovce vpravo.
Pilulky doplňují tři další skupiny benefitů. Medkits obnovují zdraví (100 životů), kredit karty zvyšují skór hráče. Je zde také tajemná položka “alien technology” (Q-damage) , která 4x násobí počet výstřelů ze zbraní.

## Prostředí
Hra se hraje na několika místech světa. První polovina hry je umístěna na tajné základně Dr. Glowenka v jižním Novém Zélandu. Pak se hra odehrává v Antarktidě, kde je Pedrova základna. Dále se boj přesouvá do Tokia a potom do tajné pevnosti v sopce na severu Japonska. V poslední kapitole hry se Pablo dostane do vesmíru a bojuje ve velké vesmírné stanici na oběžné dráze kolem Země.

## Postavy
- Tučňák Pablo" – hrdina příběhu. Pablo je geneticky modifikovaný tučňák, vytvořený dr.Glowenkem. Znelíbí se mu, že je Glowenkovou loutkou a stává se rebelem.
- Tučňák Pedro" – Pedro je další modifikovaný tučňák, dr.Glowenko si ho najal jako žoldáka. Má širokou škálu technologií, kterými se pokouší zastavit Pablův postup.
- Dr. Glowenko" – Glowenko je šílený vědec, který plánuje podrobit si svět pomocí armády klonovaných tučňáků.

## Zápletka
Ve vzdálené oblasti objevil šílený vědec Dr.Glowenko způsob, jak vytvořit “bio-ovládané kybernetické tučňáky". Glowenko začíná vytvářet armádu klonovaných tučňáků zvaných "Zombie tučňáci", které upravil pomocí TAGAPu. Plánuje se svou armádou tučňáků převzít moc nad světem, ale jeden z tučňáků Pablo již nechce být Glowenkovým pokusným morčetem a uniká. Dává se do boje s celou klonovanou armádou tučňáků a snaží se odkrýt plány Dr.Glowenka. Hlavním nepřítelem je mu tučňák Pedro, jiný kyber-tučňák, který byl stvořen jako inteligentní bytost a Glowenko mu slíbil mimořádnou odměnu ve formě TAGAPu, pokud se mu podaří Pabla zabít. Pedro užívá velkou škálu smrtících zbraní a techniky, ale není úspěšný. Pablo zabije dr. Glowenka a zničí základnu pomocí jaderného sebedestruktivního zařízení. Pak se vydá do Antarktidy, kde na tajné základně Pedro vyrábí obyčejné tučňáky a mění je na zombie pomocí TAGAPu. Pablo tučňáky osvobodí a sleduje unikajícího Pedra do tajné pevnosti, skryté v sopce. Pablo bojuje v celém komplexu pevnosti a deaktivuje tlakovou pumpu, která sopku stabilizuje. Než sopka vybuchne, stihne Pablo nastoupit na vesmírný raketoplán a je vržen do vesmíru, kde je zakotvena obrovská vesmírná stanice, základna pro poslední Pedrův pokus o návrat k humanitě. Po dlouhém boji uvnitř stanice se střetne Pablo naposledy s Pedrem a zkouší ho přivést k rozumu. Pedro odpovídá aktivací ohromného těžce ozbrojeného robota ve tvaru tučňáka. Pablo ničí robota a poráží Pedra, přivede ho do bezvědomí. Stanice, zmítaná explozí robota, je destabilizována. Po chvíli váhání Pablo uchopí Pedra a míří do hangáru, kde ještě zůstal jeden malý vesmírný koráb. Oba tučňáci unikají a stanice exploduje. Raketoplán ztroskotá v Antarktidě a Pedro se ptá Pabla proč ho zachránil. Pablo odpovídá "Protože hrdinové z videoher to tak dělají." Všechno je zapomenuto a skupina uspořádá závěrečnou slavnost.

## Vývoj
Vývoj hry trval čtyři roky, začal v listopadu 2003 jako one-man-projekt, vedený Jouna Lahtinenem. Jouni v roce 2004 přibral Petja Haiskinena a oba vytvořili Penguin Development Team. Hra stála téměř 2500 Euro, což znamenalo překročení rozpočtu o tuto sumu, protože hra byla zamýšlena jako volně stažitelná. Téměř všechny peníze byly vloženy do software a hardware. TAGAP měl původně pět levelů místo plánovaných deseti. Dalších pět bylo zamýšleno jako rozšiřující balíček, protože se však hra při testování ukázala jako příliš krátká, byly přidány tyto další levely.

## Soundtrack
Hudbu na soundtrack TAGAPu složil spoluautor hry Petja Haiskinen. Je na domovských stránkách TAGAPu volně ke stažení spolu s hrou od června 2007. Má 33 písní včetně dvou bonusů, čas trvání 70 minut.

## Přijetí
Hra se stala velmi populární,hlavně na finských webových stránkách a kladně hodnocena v herních časopisech, například finský časopis PELIT ji označil za kultovní hru 